# Museo Histórico Provincial Brig. Gral. Estanislao López
El Museo Histórico Provincial de Santa Fe Brig. Gral. Estanislao López es un museo histórico situado en la ciudad de Santa Fe, Argentina. Se encuentra ubicado en la Casa de Diez de Andino, en la esquina del cruce entre las calles San Martín y 3 de Febrero, formando parte de la Plaza de las Tres Culturas, que comparte con el Museo Etnográfico y Colonial Juan de Garay y el Convento de San Francisco. El museo toma el nombre del caudillo Estanislao López, gobernador de la provincia de Santa Fe entre 1818 y 1838; y depende del Ministerio de Innovación y Cultura de la provincia.

## Historia
El museo tiene su lejano origen en las instituciones provinciales que solían resguardar y preservar objetos importantes para la historia de la ciudad, como el Archivo Histórico de Santa Fe, cuyo director José María Funes en la década de 1930 había resguardado las llaves del Cabildo y un abanico perteneciente a Manuela Puig de Echagüe, esposa del militar y político Pascual Echagüe, entre otras cosas.
Tras unos años, el 10 de septiembre de 1940, el entonces gobernador Manuel de Iriondo dispuso, mediante el decreto n.° 892, la creación del Museo Histórico Provincial, que sería ubicado en la casona colonial de los Diez de Andino, una de las familias históricas de la ciudad. Para las exhibiciones, se recibieron donaciones de las familias tradicionales de la ciudad y de instituciones como la Compañía de Jesús y el Colegio de la Inmaculada Concepción, mientras que otros objetos fueron adquiridos en diversos anticuarios. Finalmente, el museo fue inaugurado el 30 de abril de 1943, y recibió la visita el 1 de mayo de personalidades tales como el presidente Ramón S. Castillo y los gobernadores Enrique Mihura (Entre Ríos), Félix de la Colina (La Rioja) y José Ignacio Cáceres (Santiago del Estero), así como de varios ministros nacionales.

## Casa Diez de Andino

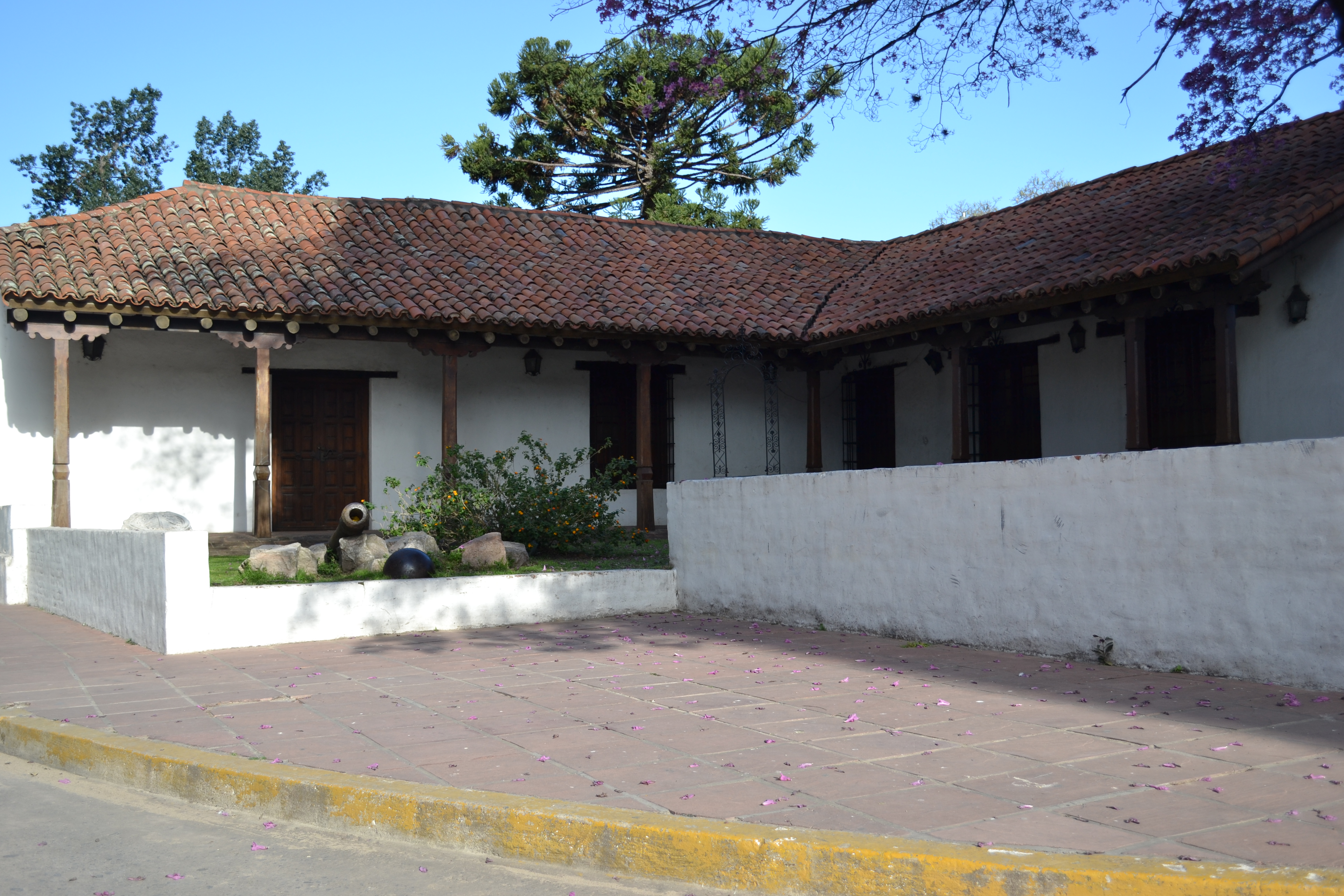
Vista de la casona desde la esquina. En primer plano, lo que fue el primer patio, originariamente cerrado por una pared.

### Historia
La casona donde se ubica el museo tiene su origen en el período colonial. Ubicado el terreno en una de las esquinas principales por aquel entonces, a media cuadra del Cabildo y a una del convento e iglesia de San Francisco, fue comprado por Francisco de Oliver en 1663 a Alonso de Vergara, donde edificó una casa para su familia, núcleo de la actual casona. Los cuatro aposentos originales de Oliver fueron expandidos a doce cuando le fue comprada por Juan de los Ríos Gutiérrez en 1716, por entonces tesorero de la Real Hacienda. Luego de sucesivos dueños, fue finalmente comprada en un remate por Bartolomé Diez de Andino al valor de 4000 pesos en 1742. Aunque la casa sería expandida sucesivamente, se mantendría como núcleo lo construido por Oliver y Vergara.
Manuel Ignacio Díez de Andino, único hijo de Bartolomé, heredó la casa, y siguió expandiéndola hasta completar un solar, es decir, un cuarto de manzana. Tras su muerte en 1833, la casona fue dividida entre sucesiones, fraccionamiento y donaciones, siempre entre la misma familia, hasta que, llegado 1940, el gobierno de la provincia expropia la casona, al igual que el resto de la plaza, para realizar un parque. Cuando empezaron a demoler la casa, algunos herederos presentaron un memorial al gobierno exhortándolo a conservarla, por lo cual se decidió a crear el museo histórico.

## Directores
- José María Funes (1943-1955);
- Víctor Mazzuca (1955-1958);
- Ricardo Passeggi (1958-1973);
- Severo Salva (1973-1976);
- Leo Hillar Puxeddu (1976-1994);
- Alicia Talsky (1994-2014);
- Mariano Medina (desde 2015).